# جودیت لین پیپر
جودیت لین پیپر (به انگلیسی: Judith Lynn Pipher) (زاده ۱۹۴۰ – درگذشتهٔ ۲۰۲۲) اخترفیزیک‌دان آمریکایی بود.

## زندگی‌نامه
جودیت پیپر در سال ۱۹۴۰ در تورنتو به دنیا آمد. او در سال ۱۹۵۸ از دبیرستان لسید فارغ‌التحصیل شد و به درجه لیسانس در ستاره‌شناسی از دانشگاه تورنتو در سال ۱۹۶۲ است. در اواخر ۱۹۶۰، او به عنوان یک دانشجوی کارشناساز مارتین هاریت در یک آزمایش تلسکوپ موشک برودتی کار کرده‌است. او دکترای خود را از دانشگاه کرنل در سال ۱۹۷۱ دریافت کرد. پایان‌نامه او، "مشاهدات Submillimeter موشک از کهکشان و پس زمینه بود. او استاد بازنشسته دانشگاه روچستر است و رصد خانهٔ میس هم به دست وی ساخته شده‌است.
جودیت پیپر در ۲۱ فوریه ۲۰۲۲ در سن ۸۱ سالگی درگذشت.